# Kerkhoven
Kerkhoven est une ville américaine située dans le Comté de Swift, dans le Minnesota. Selon le recensement de 2010, sa population est de 759 habitants.